# STAY/Foxy Lady
『STAY/Foxy Lady』（ステイ / フォクシー・レディ）は、日本のヒップホップユニット、Heartsdalesの通算14枚目のシングルである。2006年5月24日発売。発売元はespionage records。

## 概要
- ラストシングル。
- [CD]と[CD+DVD]の2形態で発売。
- PV監督は「STAY」「Foxy Lady」共に井上強。

## 収録曲

### CD
1. STAY (5:42)
作詞：Jewels・Rum、作曲・編曲：SiZK
2. Foxy Lady (3:56)
作詞：Jewels・Rum、作曲：JUNKOO・Takuya Harada
3. onelove (Instrumental) (5:42)
4. Just Want (Instrumental) (3:56)
5. Heartsdales DJ BOSS Super Mega-Mix So Tell Me～Body Rock～冬 gonna love♥-Shining (7:57)
横田商会によるリミックス

### DVD
1. STAY（Promotion Video）
2. Heartsdales Mega Mix（Movie Ver.）
3. Tell Me～Body Rock～冬 gonna love ～Shining

## 楽曲の収録アルバム

### STAY
- ベスト『THE LEGEND』（2006年7月12日）
- オムニバス『STARZ BEST '06-'07』（2006年12月6日）

### Foxy Lady
- ベスト『THE LEGEND』（2006年7月12日）

## タイアップ
- STAY：テレビ東京系『スポパラ』エンディングテーマ
- Foxy Lady：「Peach John」CMソング